# El Perelló
El Perelló (spanisch Perelló) ist eine Gemeinde im Süden Kataloniens mit 2.907 Einwohnern (Stand: 2024) und liegt in der Provinz Tarragona und der Comarca Baix Camp. 
1990 wurde die Gemeinde L’Ampolla aus El Perelló herausgelöst und eigenständig.

## Lage
El Perelló liegt etwa 50 Kilometer südwestlich von Tarragona in einer durchschnittlichen Höhe von ca. 140 m nahe dem Ebro-Delta und am Golf de Sant Jordi (Mittelmeer). Durch die Gemeinde führt die Autopista AP-7. 

## Bevölkerungsentwicklung
| Jahr      | 1970 | 1981 | 1991 | 2001 | 2011 | 2021 |
| Einwohner | 3556 | 3524 | 2155 | 2154 | 3336 | 2846 |

## Sehenswürdigkeiten
- Felsmalereien als Teil des UNESCO-Welterbes Felsmalereien in der spanischen Levante
- Kirche Mariä Himmelfahrt

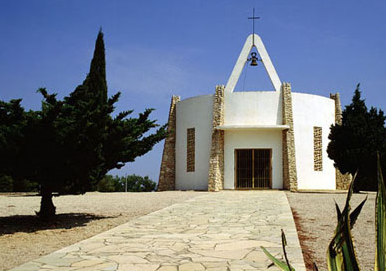
Christopheruskapelle
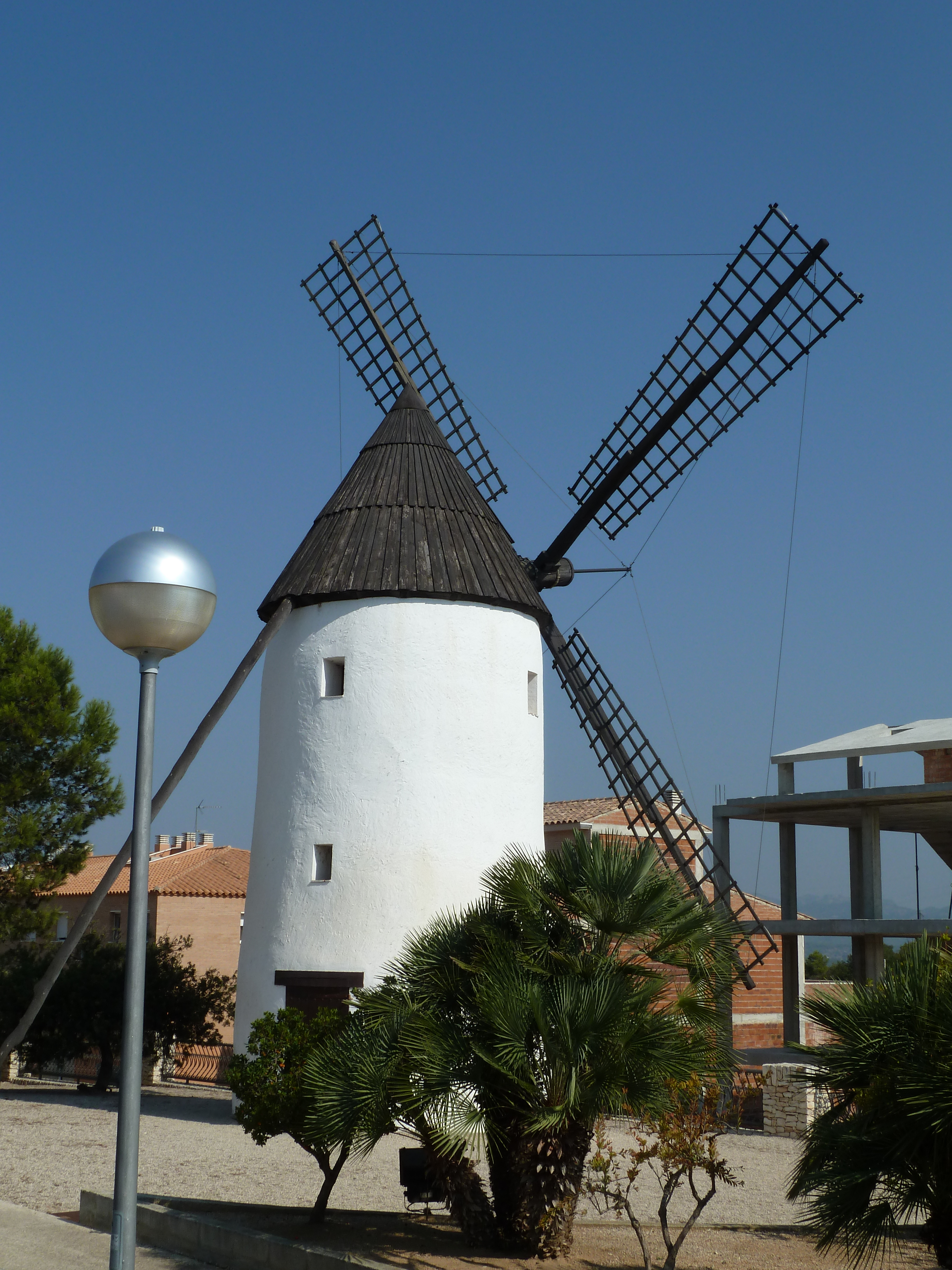
Windmühle
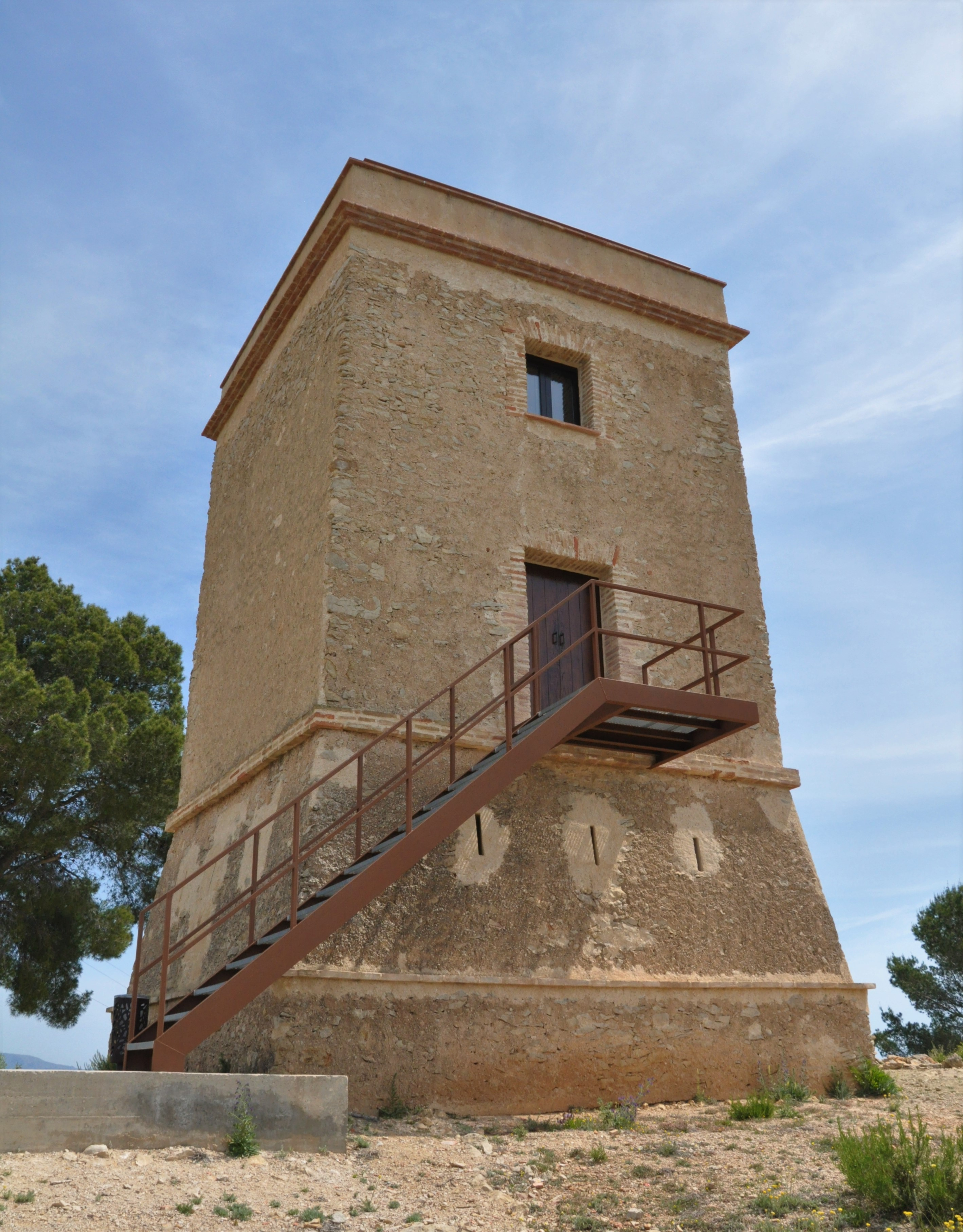
historischer Wachtturm

- Christopheruskapelle
- Windmühle
- Wachtturm